# Pimientos de Padrón

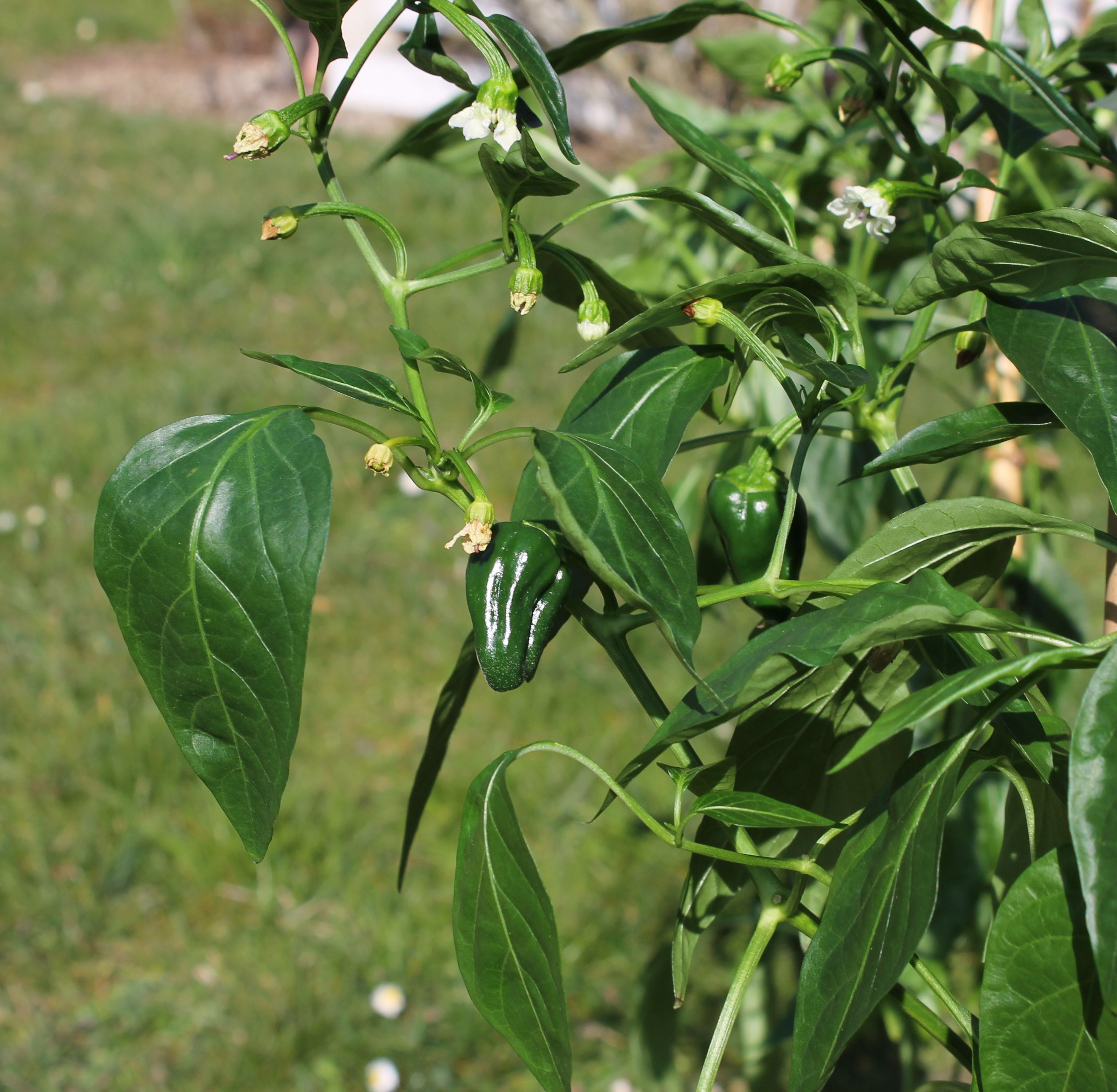
Pimientos de Padrón: Blüten und Früchte

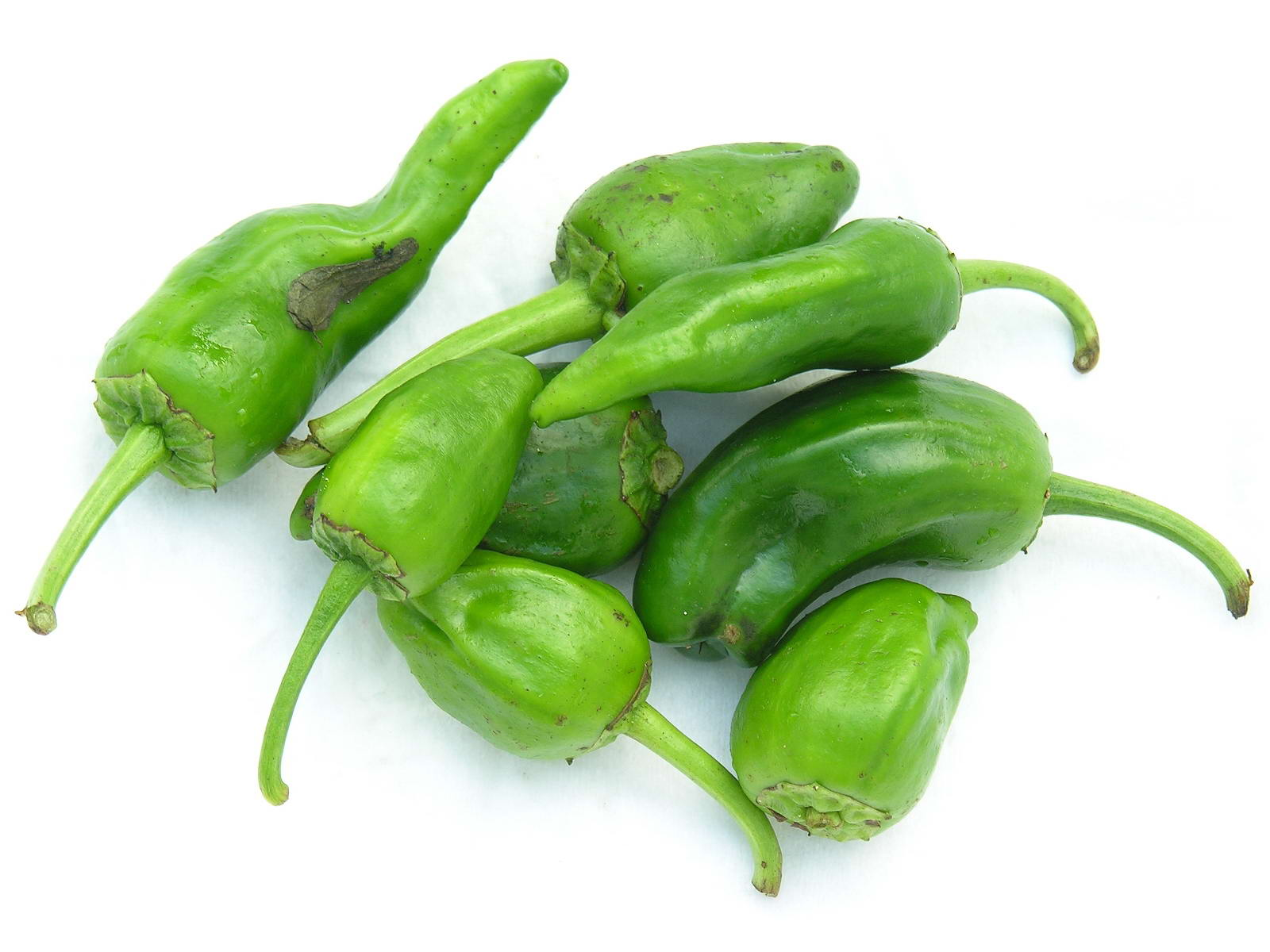
Geerntete Pimientos de Padrón

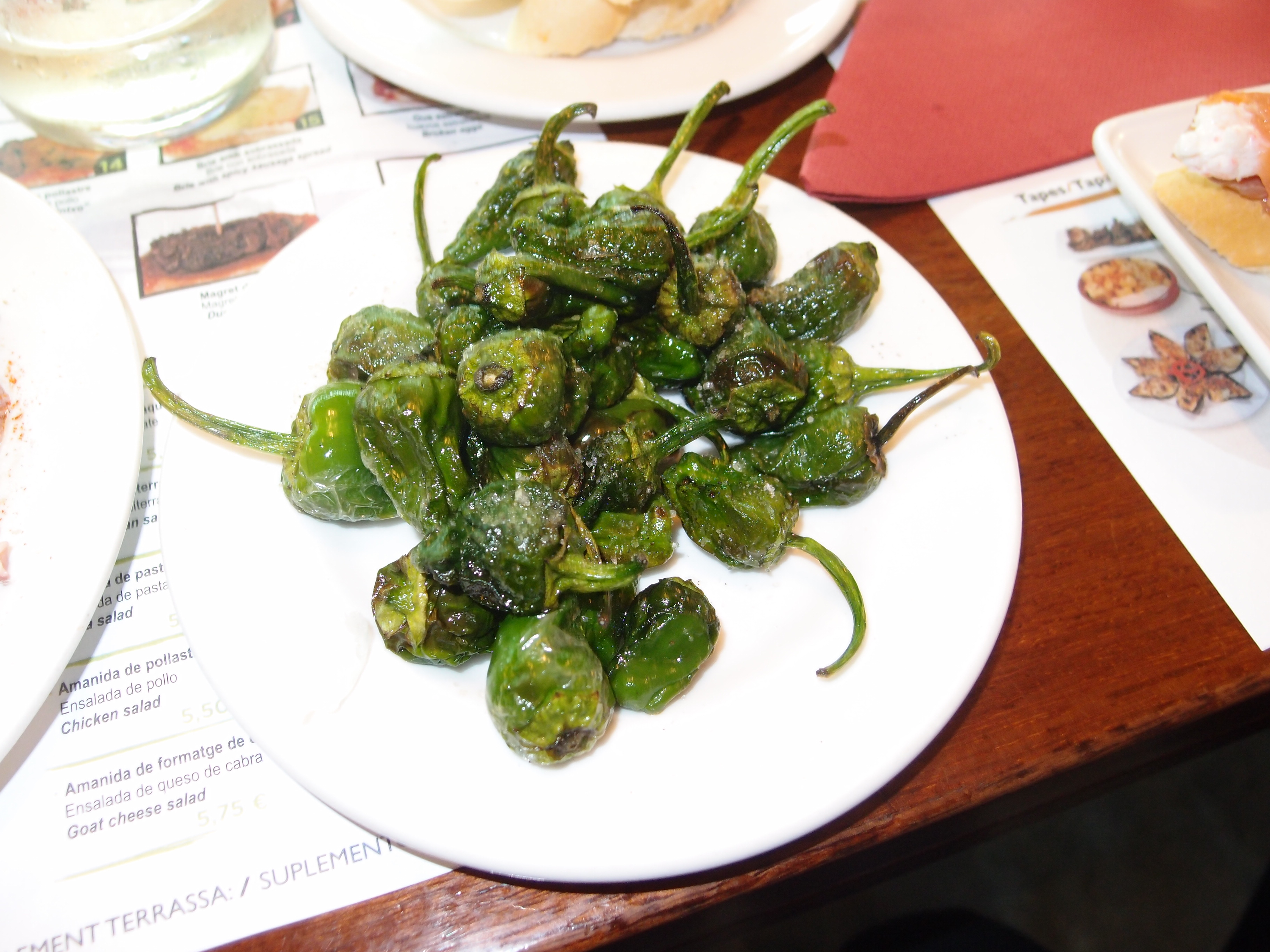
Gebratene Pimientos de Padrón als Tapa

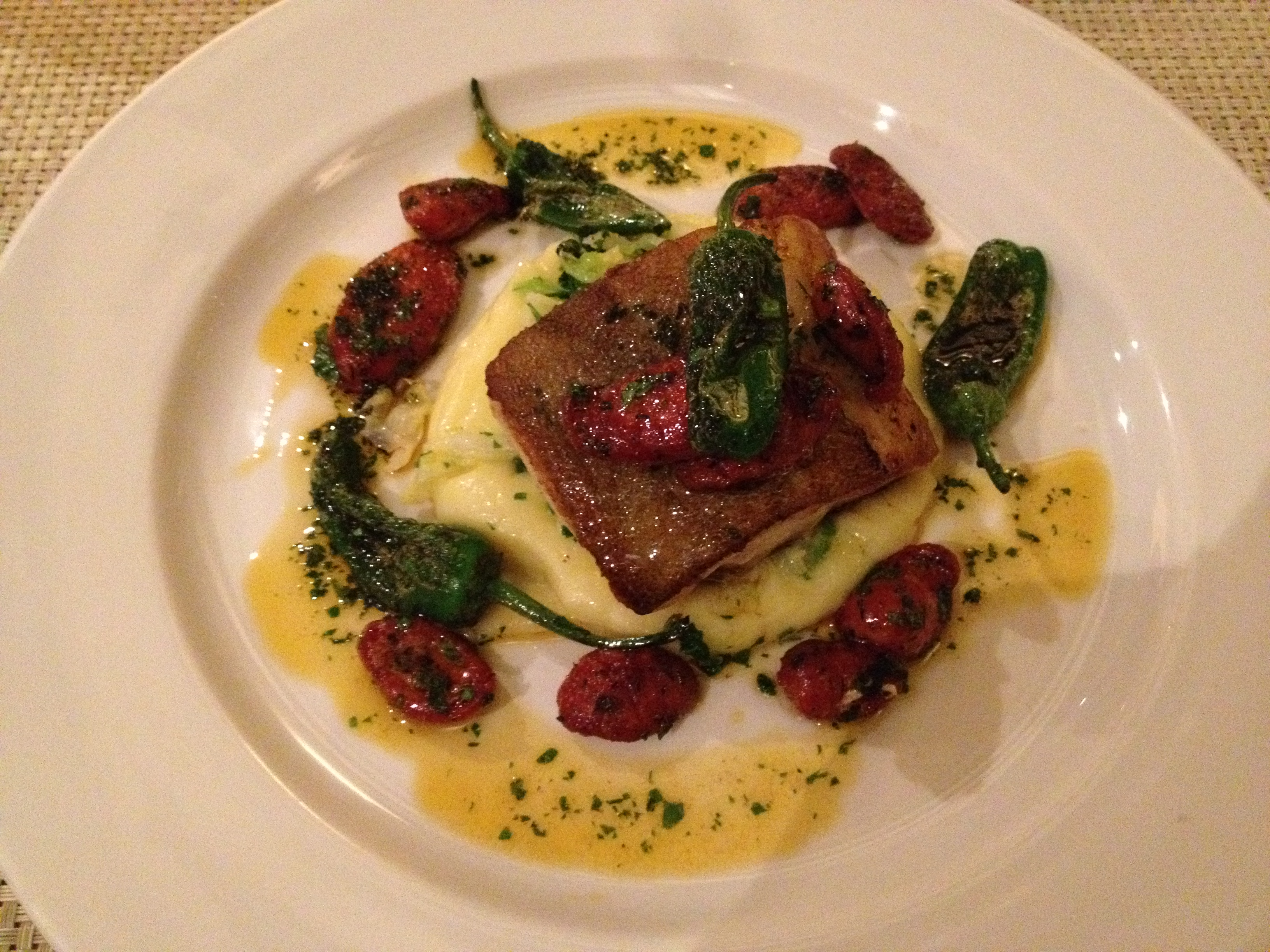
Pimientos de Padrón als Garnitur zu Kabeljau mit Chorizos (Restaurant Ca Pepe, Moreira)

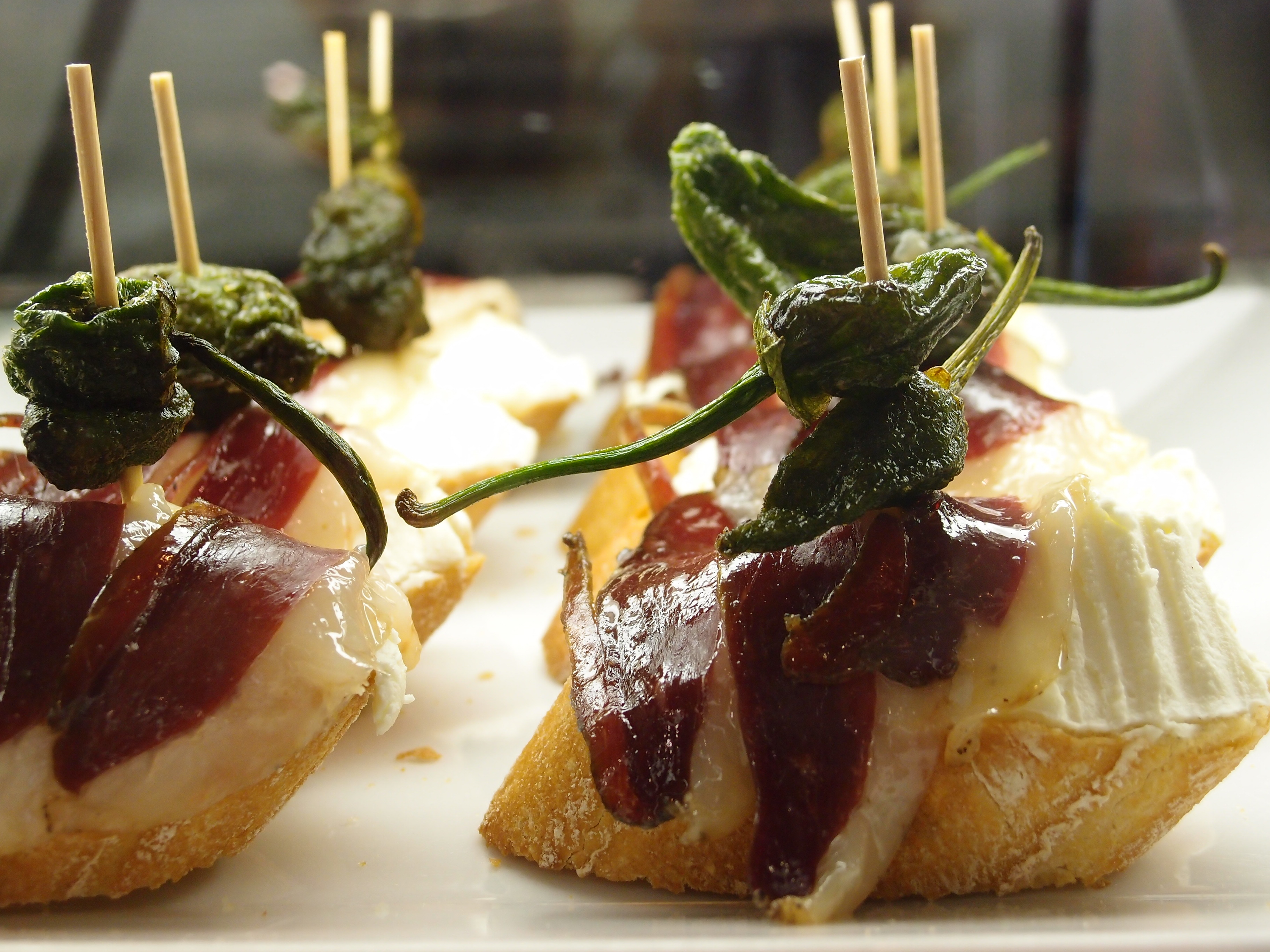
Pinchos mit Pimientos de Padrón und Serrano-Schinken

Pimientos de Padrón (galicisch: Pementos de Padrón) sind eine Paprikasorte, die als Ökotyp des Spanischen Pfeffers (Capsicum annuum) in der Umgebung des Ortes Padrón in Galicien angebaut werden. Ihr Schärfegrad liegt nach der Scoville-Skala zwischen 2.500 und 5.000 SHU und wird daher als relativ mild wahrgenommen.
Als Pimientos de Padrón wird auch eine Zubereitungsart benannt, bei der die kleinen Paprikafrüchte in Olivenöl gebraten, mit grobem Meersalz (Hagelsalz) bestreut und als Tapa oder Garnitur serviert werden.
In deutschsprachigen Ländern kommen Pimientos de Padrón zumeist unter der Bezeichnung „Bratpaprika“ in den Handel.

## Geschichte
Die Vorläufer der heutigen Pimientos de Padrón sollen im 17. Jahrhundert durch Franziskaner aus dem mexikanischen Bundesstaat Tabasco an das Kloster in Herbón gelangt sein. Ende des 17. Jahrhunderts war der Verkauf von Paprikapulver, das aus den getrockneten vollreifen Früchten hergestellt wurde, eine wichtige Einnahmequelle für das Kloster.
Die Sorte veränderte sich im Laufe der Jahre und wurde zu dem, was man heute als Pimientos de Padrón kennt.
In Herbón wurde 1979 die erste Festa do Pemento de Padrón organisiert, ein populäres gastronomisches Ereignis, das seitdem jedes Jahr am ersten Sonntag im August im alten Eichenwald neben dem Franziskanerkloster Santo Antonio stattfindet.
Im Juli 2009 erhielten die Pimentos unter der Bezeichnung D.O.P. Pemento de Herbón den Status eines regionalen Produkts mit der geschützten Ursprungsbezeichnung Denominación de Origen Protegida (D.O.P.).

## Anbau und Ernte
Für die Zubereitung als Tapas oder Beilage werden Pimientos de Padrón im nicht ausgewachsenen Zustand geerntet. Sie sollten dann hellgrün sein, zwischen 3,5 und 5,5 cm lang, mit einem maximalen Durchmesser von 1,5 bis 2 cm. Die Ernte findet zwischen Juni und September statt. Jährlich werden etwa 15.000 kg Paprikas geerntet, der größte Teil davon in einem Tal des Ortsteils Herbón. 
Im Verlauf des Wachstums nimmt der Schärfegrad je nach Alter und Größe der Früchte zu, daher ist der Zeitpunkt der Ernte einer der geschmacksbestimmenden Faktoren. Da das Wachstum der Früchte jedoch unterschiedlich verläuft, kann es an einer Pflanze trotz gleichem Erntezeitpunkt durchaus zu Unterschieden des Schärfegrads kommen, worauf sich auch das galicische Sprichwort Os pementos de Padrón, uns pican e outros non bezieht. Der Gehalt an Capsaicin und Capsaicinoiden kann zudem durch die Düngung beeinflusst werden.
Außerhalb Spaniens werden die kleinen Bratpaprika unter anderem von einigen spanischstämmigen Farmern unter der Bezeichnung Padrón Peppers im Ventura County in Kalifornien angebaut.